# Zabou (Film)
Zabou ist eine Folge der Krimireihe Tatort aus dem Jahre 1987 mit Götz George als Duisburger Hauptkommissar Horst Schimanski. Er ist nach Zahn um Zahn, ebenfalls mit Götz George, der zweite speziell fürs Kino produzierte Tatort.

## Handlung
Schimanski und Thanner überraschen auf einem alten Werksgelände den Hilfskoch Sandrowski, der gerade versucht hat, Süchtigen neues Crack zu verkaufen. Sandrowski entkommt, aber kann durch eine Zeugenaussage eines der Süchtigen an seinem Arbeitsplatz, der Küche des Wuppertaler Edelclubs Sunflash, festgenommen werden. Dort begegnet Schimanski der Tänzerin Zabou, in der er seine Ziehtochter Conny wiedererkennt. Er hatte sich in ihre Mutter verliebt, als Conny noch Kind war, und war wie ein Vater zu ihr gewesen. Conny ist Schimanski aber nicht wohlgesonnen, da er ihre Mutter damals einfach im Stich gelassen hatte. Schimanski hat durch Sandrowski Verdacht geschöpft, dass die Drogen durch das Sunflash geschleust und verteilt werden. Weiterhin versucht Schimanski, seine Ziehtochter aus dem Milieu herauszuholen.
Schimanski stattet dem Lokal einen weiteren Besuch ab und lässt die Küche nach Drogen durchsuchen. Als er selbst in der Umkleide der Tänzerinnen etwas findet, schließt er daraus, dass im Sunflash Drogen gehandelt werden. Der Lokalchef Hocks ist davon gar nicht angetan und versucht erfolglos, Thanner zu bestechen. Als Schimanski nachts angetrunken und mit weiblicher Begleitung in seiner Wohnung ankommt, wartet Conny bereits. Sie vermittelt ihm ein Treffen mit Hocks in dessen Lokal, angeblich damit die beiden sich aussprechen können. Das entpuppt sich jedoch als Falle, Schimanski wird von zwei Schlägern, darunter einem Spanier, bewusstlos geschlagen und unter Drogen gesetzt. Nachdem er in Hocks' VW Golf gesetzt worden ist, fährt er orientierungslos durch Duisburg und verunfallt auf der Flucht vor der Polizei an einem Laternenpfahl.
Nachdem Schimanski im Krankenhaus aufgewacht ist, erklärt ihn Thanner für verhaftet. Die Indizien sprechen gegen Schimanski: Hocks ist mit dessen Dienstwaffe erschossen worden. Schimanski wird im Krankenhaus von Schäfer überwacht, kann diesen aber mit einer List überrumpeln und aus dem Krankenhaus fliehen, um auf eigene Faust weiter zu ermitteln. Er besucht Conny und bekommt den Tipp, bei dem Großmarkt weiterzuforschen, der das Lokal beliefert. Dort wird er von Unbekannten angegriffen. In der anschließenden Verfolgungsjagd bis auf die Ruhr entkommen er und Conny in einem Motorboot vor der Wasserschutzpolizei durch die Schleuse Meiderich in ein Stundenhotel. Dort versucht sie den verletzten Schimanski zu verführen. Als er aufwacht, ist Conny verschwunden, jedoch steht Thanner mit gezogener Waffe enttäuscht vor ihm. Draußen steht ein BMW, den Schimanski schon einmal gesehen hat; er reißt sich von den Beamten los und springt dem Wagen auf die Haube. Dadurch verliert der Fahrer die Kontrolle und fährt in einen Stapel Benzinfässer in einem Verladebahnhof in der Nähe. Den toten Fahrer identifiziert er aufgrund des Schlüsselbundes als den Spanier, der ihn im Lokal überfallen hatte. Er nimmt seine Papiere an sich und flieht per Güterzug weiter vor Thanner und der Polizei.
Durch Conny erfährt er, dass das Sunflash einer Firma Melting in Wuppertal gehört. Er stürmt in ein großes Sitzungszimmer in Meltings Firmensitz. Dieser wird nervös, da Schimanski ihn anhand eines goldenen Sturmfeuerzeugs wiedererkennt, das gleiche wie in der Nacht, als Hocks getötet wurde. Melting wird daraufhin von seinen Geschäftspartnern niedergestreckt, kann Schimanski aber noch mitteilen, dass eine neue Drogenlieferung bei Nacht im Großmarkt erfolgen soll. Schimanski kann mit Hilfe der plötzlich auftauchenden Conny entkommen. Er trifft auf Thanner und überzeugt ihn, zum Großmarkt zu kommen.
Mit Polizeibeamten in Wartestellung lauern die beiden einem Lkw am Stand des Großmarktes auf und erfahren, dass die Crackpäckchen in den Fischen versteckt sind, die an das Sunflash geschickt werden. Doch Conny, die sich jetzt als Chefin der Bande zu erkennen gibt, lauert ihnen auf und entwaffnet sie. Schimanski soll nun mit ihr den Lkw wegfahren. Der Lkw gerät in einer Zisterne auf die Seite und fängt Feuer. Conny flieht bewaffnet und Schimanski versucht, sie zum Aufgeben zu überreden. Thanner will sie stellen, wird von ihr aber am Bein verwundet. Conny erschießt sich in einer Art Russisch Roulette bei der Gegenüberstellung mit Schimanski. Dieser steht am Ende des Films desillusioniert mit dem verletzten Thanner am Rhein.

## Hintergrund
Es gibt jeweils eine Kinofassung und eine Fernsehfassung, die sich dadurch unterscheidet, dass die Lieder Joey von Concrete Blonde und Katrina and the Waves sowie We Gotta Get Out Of This Place von The Animals nur in der Fernsehfassung enthalten sind. Die Kinofassung hat in diesen Szenen entweder keine Musik oder nur ein kurzes Instrumentalstück der Klaus Lage-Band. In der Kinofassung fallen einige Gewaltszenen indes drastischer aus.
Den Soundtrack komponierte wie bei Zahn um Zahn wieder Klaus Lage und steuerte das Lied Nie wieder Kind hinzu, das jedoch nur als Instrumental-Version zu hören ist. Die Version mit Gesang ist nur auf verschiedenen Lage-Tonträgerveröffentlichungen erschienen. Des Weiteren sang Joe Cocker das für den Vorspann verwendete Lied Now That You're Gone. Auch Freddie Mercury beteiligte sich mit dem Song Hold On als Duett mit Jo Dare am Soundtrack. Der Song wird in einer Szene im Radio gespielt. Purple Schulz steuerte mit The Vision eine englische Versions seines Songs Vier Schritte bei.
Beim Sportwagen von Conny alias Zabou handelt es sich um einen Nissan 300ZX.
Zabou ist am 4. Dezember 2008 in der Original-Kinofassung bei EuroVideo erschienen. Anlässlich des 40. Sendejubiläums des Duisburger Tatorts strahlte der WDR am 8. März 2022 eine in HD abgetastete und digital restaurierte Folge aus.

## Kritik
„Langweiliger, schwach besetzter und einfallsloser Versuch[…], die Geschichten um die TV-Figur auch im Kino zur Serie auszubreiten.“